# Zusammenstöße in Ain al-Hilweh 2023
Am 30. Juli 2023 brachen im palästinensischen Flüchtlingslager Ain al-Hilweh im Libanon Kämpfe aus, nachdem islamistische Bewaffnete versucht hatten, den Fatah-Aktivisten Mahmoud Khalil zu ermorden und stattdessen einen seiner Begleiter getötet hatten.

## Hintergrund
Ain al-Hilweh ist ein palästinensisches Flüchtlingslager im Bezirk Sidon. Es wurde 1948 nach dem palästinensischen Exodus während des Ersten Arabisch-Israelischen Krieges errichtet.
In den 1980er Jahren wurden die meisten palästinensischen Flüchtlingslager im Libanon von palästinensischen Gruppen beherrscht, die von Syrien unterstützt wurden. Ende der 1980er Jahre zogen Mitglieder der Fatah-Bewegung von Jassir Arafat, nachdem sie in anderen Flüchtlingslagern verdrängt worden waren, nach Ain al-Hilweh. Am 7. September 1990 gelang es den Fatah-Mitgliedern nach einem dreitägigen Konflikt mit der Fatah-Splittergruppe von Abu Nidal, die Herrschaft in Ain al-Hilweh zu übernehmen. Bei den Kämpfen wurden achtundsechzig Menschen getötet und rund 300 verwundet. Die Fatah kontrollierte ein Gebiet, das sich von den östlichen Vororten von Sidon bis nach Iqlim al-Kharrub erstreckte. Seitdem operieren viele illegale palästinensische Milizen und Terrorgruppen im Flüchtlingslager im Verborgenen und es kommt regelmäßig zu Gewalttaten. Dies gilt umso mehr, als die libanesischen Streitkräfte vereinbarungsgemäß die palästinensischen Flüchtlingslager im Land nicht betreten dürfen, so dass die Gruppierungen selbst für die Sicherheit sorgen müssen.
Das Lager beherbergt auch rund 30 000 palästinensische Flüchtlinge, die aus dem Lager Nahr Al Bared vertrieben wurden, das 2007 während viermonatiger tödlicher Kämpfe zwischen der libanesischen Armee und extremistischen Gruppen zerstört wurde. Einige der Kämpfer drangen bis nach Ain el-Helweh vor.

## Ereignisse
Am ersten Tag der Zusammenstöße überfielen militante Islamisten einen Fatah-General auf einem Parkplatz und töteten ihn und drei Leibwächter. Der General wurde als Abu Ashraf al Armoushi identifiziert. Nach Angaben aus dem Lager wurde auch ein Islamist der „al-Shabab al-Muslim-Gruppe“ getötet und sechs weitere Personen, darunter der Anführer der Gruppe, verwundet.
Am nächsten Tag gingen die Kämpfe weiter, wobei sechs weitere Menschen getötet wurden, so dass die Zahl der Toten auf elf stieg. Mehr als 40 Menschen wurden verletzt. Um 18.00 Uhr wurde bei einem Treffen palästinensischer Gruppierungen, einschließlich der Fatah, an dem auch Mitglieder der libanesischen Amal und der Hisbollah teilnahmen, ein Waffenstillstand vereinbart. Das Hilfswerk der Vereinten Nationen für Palästinaflüchtlinge (UNRWA) hat aufgrund der Gewalttätigkeiten seine Dienste im Lager eingestellt, aber seine Schulen für Familien geöffnet, die vor den Kämpfen fliehen. Mehr als 2.000 Menschen haben das Lager im Zuge der Kämpfe verlassen. Der libanesische Abgeordnete Ousama Saad war Gastgeber eines Treffens im Hauptquartier der Nasseristischen Volksorganisation. Anwesend waren die Delegation der Palästinensischen Befreiungsorganisation, Fraktionen der Palästinensischen Koalitionskräfte, vertreten durch Ayman Shana'a, „Ansar Allah“, und Mitglieder libanesischer islamischer Parteien.
Nach Angaben der libanesischen Streitkräfte schlug eine Mörsergranate in einer Kaserne außerhalb des Lagers ein und verwundete einen Soldaten, dessen Zustand stabil ist.

### 8. September – heute
Die Zusammenstöße wurden am 8. September wieder aufgenommen, obwohl am 3. August ein unruhiger Waffenstillstand zwischen den Kämpfern vereinbart worden war, da der mutmaßliche Mörder des Fatah-Funktionärs nicht an die libanesische Justiz ausgeliefert wurde. Die palästinensische Behörde in dem Lager kündigte am Dienstag an, dass ihre Sicherheitskräfte Razzien in dem Lager durchführen würden, um nach den mutmaßlichen Mördern zu suchen. Fatah-Vertreter erklärten, die islamistische Gruppe habe am 7. September einen Anschlag verübt, um die Pläne der Fatah zu vereiteln, die Kämpfer aus den von ihnen besetzten Schulen zu entfernen. Bei den anschließenden Zusammenstößen wurden fünf Menschen getötet und mindestens 20 verletzt, darunter drei Freiwillige des Zivilschutzes, die unter Beschuss gerieten.  2 Fatah-Kämpfer und ein islamistischer Kämpfer wurden bei den Zusammenstößen getötet. Bis zum 11. September starben 5 weitere Menschen bei den Zusammenstößen, so dass die Zahl der Toten auf 21 anstieg.

## Reaktionen

### International
- Palästina: Der Präsident des Staates Palästina Mahmoud Abbas erklärte: „Das abscheuliche Massaker und die terroristische Ermordung von nationalen Sicherheitskräften, die hart daran gearbeitet haben, die Sicherheit des Lagers und seiner Bewohner zu gewährleisten“
- Saudi-Arabien sowie andere Golfstaaten und europäische Länder haben nach den Zusammenstößen in Ain al-Hilweh Reisebeschränkungen und -verbote für den Libanon angekündigt und ihre Bürger aufgefordert, das Land zu verlassen.[20]

### Intern
- Fatah: Während der Beerdigung von al-Armoushi erklärte Jalal Abuchehab, ein Fatah-Funktionär im Lager al-Rashidieh: „Dieses abscheuliche Verbrechen nützt niemandem außer dem Feind, und das sind die Zionisten, denn sie sind der erste und einzige Nutznießer“.[21]
- Libanon: Der geschäftsführende Ministerpräsident Najib Mikati vermutet, dass eine ausländische Intervention im Spiel ist, um den Libanon „auszubeuten“. Er fügte hinzu: „Wir fordern die palästinensischen Behörden auf, mit der Armee zusammenzuarbeiten, um die Sicherheitslage zu stabilisieren und diejenigen, die den Frieden stören, an die libanesischen Behörden auszuliefern“, erklärte Mikati.[10] In der zweiten Phase der Kämpfe drohte Mikati mit einem militärischen Eingreifen in das Lager und erklärte, dies sei eine „eklatante Verletzung der libanesischen Souveränität“ und „es sei nicht hinnehmbar, dass die kriegführenden palästinensischen Gruppen die Libanesen terrorisieren“.[22]